# 抑留
抑留（よくりゅう）とは、逮捕後の拘束、もしくは国際法上、他国の人や物を自国内の所定の場所に拘束することである。
第一次世界大戦中には、オーストリアなどにいた日本人が抑留された（第一次世界大戦中のヨーロッパにおける日本人の抑留）。
太平洋戦争中、アメリカは日系人を強制収容所へ抑留したが、日本においてもイギリス人などの敵国人を抑留した。